# A位點
核醣體的A位點（英語：A-site,A for aminoacyl）是蛋白質轉譯過程中帶有胺基酸的tRNA分子的結合位點。A位點是tRNA在蛋白質合成過程中結合的第一個位點，另外兩個位點是P位點（peptidyl）和E位點（exit）。